# Lega professionistica del Golfo persico 2020-2021
La Lega professionistica del Golfo persico 2020-2021 è la 50ª edizione del massimo livello del campionato iraniano di calcio, la 20ª edizione come Lega professionistica d'Iran. Il campionato è iniziato il 6 novembre 2020 e si è concluso il 30 luglio 2021.
Il Persepolis, squadra campione in carica, ha vinto il titolo per la quinta volta di fila e la quattordicesima in totale.

## Stagione

### Formula
Le 16 squadre si affrontano due volte in un girone di andata e ritorno per un totale di 30 partite.

La prima classificata vince il campionato ed è ammessa alla fase a gironi della AFC Champions League 2022.

La seconda classificata accede alla fase a gironi della AFC Champions League 2022.

La terza classificata accede all'ultimo turno di qualificazione della AFC Champions League 2022.

La vincente della Coppa d'Iran 2020-2021 accede alla fase a gironi della AFC Champions League 2022. Se la vincente della Coppa d'Iran ha terminato il campionato nei primi tre posti, la quarta classificata accede all'ultimo turno di qualificazione della AFC Champions League 2022.

Le ultime due classificate (15º e 16º posto) retrocedono in Lega Azadegan 2021-2022.

## Squadre partecipanti
| Squadra              | Città             | Stadio               | Capienza |
| -------------------- | ----------------- | -------------------- | -------- |
| Aluminium Arak       | Arak              | Imam Khomeini        | 15 000   |
| Esteghlal            | Teheran           | Azadi                | 78 116   |
| Foolad               | Ahvaz             | Foolad Arena         | 30 655   |
| Gol Gohar            | Sirjan            | Imam Ali             | 8 000    |
| Machine Sazi         | Tabriz            | Bonyan Diesel        | 12 000   |
| Mes Rafsanjan        | Rafsanjan         | Shohadaye Mes Kerman | 5 000    |
| Naft Masjed Soleyman | Masjed-e Soleyman | Behnam Mohammadi     | 8 000    |
| Nassaji Mazandaran   | Qaemshahr         | Vatani               | 15 000   |
| Paykan               | Teheran           | Shahr-e Qods         | 25 000   |
| Persepolis           | Teheran           | Azadi                | 78 116   |
| Saipa                | Teheran           | Dastgerdi            | 8 250    |
| Sanat Naft           | Abadan            | Takhti               | 8 000    |
| Sepahan              | Isfahan           | Naghsh-e-Jahan       | 75 000   |
| Shahr Khodro         | Mashhad           | Imam Reza            | 27 700   |
| Tractor Sazi         | Tabriz            | Yadegar-e Emam       | 66 833   |
| Zob Ahan             | Esfahan           | Foolad Shahr         | 15 000   |

## Giocatori stranieri
Il numero di giocatori stranieri è stato ridotto a 4 per ogni club della Lega professionistica del Golfo persico, incluso un posto per un giocatore proveniente da nazioni della AFC.
| Squadra        | Giocatore 1       | Giocatore 2       | Giocatore 3   | Giocatore asiatico |
| -------------- | ----------------- | ----------------- | ------------- | ------------------ |
| Aluminium Arak |                   |                   |               |                    |
| Esteghlal      | Hrvoje Milić      | Cheick Diabaté    |               |                    |
| Foolad         | Chimba            | Moussa Coulibaly  | Ayanda Patosi |                    |
| Gol Gohar      | Godwin Mensha     |                   |               |                    |
| Machine Sazi   |                   |                   |               |                    |
| Mes Rafsanjan  |                   |                   |               |                    |
| Naft MIS       |                   |                   |               |                    |
| Nassaji        |                   |                   |               |                    |
| Paykan         |                   |                   |               |                    |
| Persepolis     | Božidar Radošević |                   |               | Bashar Resan       |
| Saipa          |                   |                   |               |                    |
| Sanat Naft     |                   |                   |               |                    |
| Sepahan        | Kiros             | Giorgi Gvelesiani |               | Muhsen Al-Ghassani |
| Shahr Khodro   |                   |                   |               |                    |
| Tractor        | Okacha Hamzaoui   |                   |               |                    |
| Zob Ahan       | Darko Bjedov      | Ivan Marković     |               |                    |

## Classifica finale
|                 | Pos. | Squadra              | Pt | G  | V  | N  | P  | GF | GS | DR  |
| --------------- | ---- | -------------------- | -- | -- | -- | -- | -- | -- | -- | --- |
| Iran (bandiera) | 1.   | Persepolis           | 67 | 30 | 19 | 10 | 1  | 47 | 14 | +33 |
|                 | 2.   | Sepahan              | 65 | 30 | 19 | 8  | 3  | 53 | 24 | +29 |
|                 | 3.   | Esteghlal            | 56 | 30 | 16 | 8  | 6  | 36 | 19 | +17 |
|                 | 4.   | Tractor              | 45 | 30 | 12 | 9  | 9  | 35 | 29 | +6  |
|                 | 5.   | Gol Gohar            | 45 | 30 | 13 | 6  | 11 | 33 | 32 | +1  |
|                 | 6.   | Foolad               | 44 | 30 | 10 | 14 | 6  | 27 | 18 | +9  |
|                 | 7.   | Paykan               | 40 | 30 | 9  | 13 | 8  | 32 | 30 | +2  |
|                 | 8.   | Mes Rafsanjan        | 39 | 30 | 11 | 9  | 11 | 23 | 29 | -6  |
|                 | 9.   | Padideh              | 38 | 30 | 10 | 8  | 12 | 27 | 31 | -4  |
|                 | 10.  | Sanat Naft           | 37 | 30 | 9  | 10 | 11 | 24 | 29 | -5  |
|                 | 11.  | Aluminium Arak       | 37 | 30 | 8  | 13 | 9  | 25 | 33 | -8  |
|                 | 12.  | Nassaji Mazandaran   | 33 | 30 | 9  | 6  | 15 | 27 | 34 | -7  |
|                 | 13.  | Naft Masjed Soleyman | 31 | 30 | 7  | 10 | 13 | 21 | 29 | -8  |
|                 | 14.  | Zob Ahan             | 26 | 30 | 5  | 11 | 14 | 28 | 39 | -11 |
|                 | 15.  | Saipa                | 26 | 30 | 5  | 11 | 14 | 19 | 34 | -15 |
|                 | 16.  | Machine Sazi         | 14 | 30 | 2  | 8  | 20 | 19 | 52 | -33 |

Legenda:
      Campione d'Iran e ammessa alla AFC Champions League 2022
      Ammesse alla AFC Champions League 2022
      Ammesso allo qualificazioni della AFC Champions League 2022
      Retrocesse in Lega Azadegan 2021-2022
Note:
Tre punti a vittoria, uno a pareggio, zero a sconfitta.
La classifica viene stilata secondo i seguenti criteri:
- Punti conquistati
- Differenza reti generale
- Reti totali realizzate

## Classifica marcatori

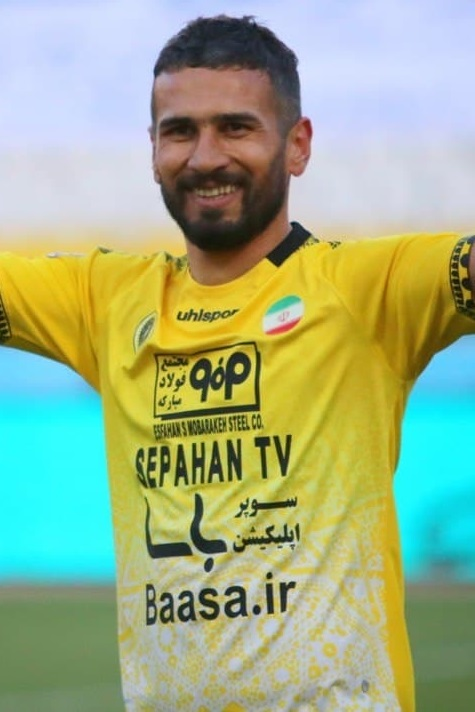
Sajjad Shahbazzadeh, capocannoniere del campionato iraniano 2020-2021.

| Pos. | Giocatore             | Squadra        | Reti |
| ---- | --------------------- | -------------- | ---- |
| 1    | Sajjad Shahbazzadeh   | Sepahan        | 20   |
| 2    | Godwin Mensha         | Gol Gohar      | 14   |
| 3    | Mohammad Abbaszadeh   | Tractor        | 12   |
| 4    | Amin Ghaseminejad     | Padideh        | 11   |
| 5    | Hamed Pakdel          | Aluminium Arak | 10   |
| 5    | Ahmad Nourollahi      | Persepolis     | 10   |
| 7    | Mehdi Abdi            | Persepolis     | 9    |
| 7    | Taleb Reykani         | Sanat Naft     | 9    |
| 9    | Younes Shakeri        | Gol Gohar      | 8    |
| 10   | Sasan Hosseini        | Naft MIS       | 7    |
| 10   | Amir Arsalan Motahari | Esteghlal      | 7    |